# Григорьев, Михаил Евгеньевич
Михаил Евгеньевич Григорьев (8 января 1939 — 1994) — советский хоккеист, нападающий.

## Биография
Воспитанник сталинского (новокузнецкого) «Металлурга». За команду провёл 12 сезонов (1957/58 — 1971/72). Играл в тройке Короленко — Бедарев — Григорьев. В первенстве СССР забросил более 150 шайб, 55 из них — в классе «А». В сезоне 1972/72 играл за команду второй лиги «Алюминщик» Новокузнецк.